# 浮山镇 (饶平县)
浮山镇是广东省饶平县下辖的一个镇，位于饶平县中部，距县城26公里。全镇总面积71.2平方公里，人口3.1万。浮山圩是粤东农村规模最大的商贸集散地。
浮山镇古为元歌都东洋堡，民国时期设浮山区，1958年改为浮山人民公社。1983年撤消人民公社，恢复为浮山区，1986年改设浮山镇。现辖1个居委会，18个村委会。

## 历史
浮山镇历史悠久，西周时代即有先民在此渔猎，定居创村始于南宋，大部分定居于元明清。因黄冈河与大小榕溪三水在此汇聚，大量泥沙冲击而成凸起之绿洲，故名浮山。由于浮山镇地处闽粤边界，水陆交通发达，来自闽粤二省八县农民和商贩，纷纷在此交易土特农产品，故形成圩市，历今已有四百多年。明嘉靖44年（1565年），浮山圩便已形成，据《潮州府志》记载：“浮山圩其地宽广，为牛市，四方毕集于三、六、九日市”。

## 信仰
大坑村
- 国王宫:供奉三山国王

玉田村
- 八角宫:供奉帝君老爷

东官村
- 七圣夫人庙:供奉七圣夫人

新厝村
- 娘庙:供奉观音娘娘

汉塘村
- 汉唐明神宫:供奉三山国王
- 关帝庙:供奉关公、关平、周仓

## 姓氏由來
江姓， 宋德祐元年（1275年），江万载（讳亿，字子丸，号古山）自江西饶州奉宋帝赵显入闽，后隐居于福建泉州同安縣汤坂里，后裔分布于漳、泉等郡。江万载之五世裔孙江佛佑迁徙今漳州龙海港尾后，其五子江彦民移居漳州诏安霞葛，为漳州詔安霞葛江姓开基始祖。江姓其后裔传衍自明成化六年（1470）从福建詔安霞葛迁至詔安大陂居住，成为大陂始祖，传至七世遷至饒平浮山。江姓祖先创村时在农田中建有田心楼，而取名田心楼，因楼为方形围屋，后又改名方楼村。方饶村的两个自然村世居村民为江姓，现有人口900余人，属潮汕民系，使用闽方言饶平潮汕话。
林姓， 路下林始袓 和義公 居福建漳州漳浦縣東庵路下社，生大用。大用生七子：子亨、子貴、子賢、子慕、子華、子齊、子淵。元末兵亂，七子散居各地，四子子慕分居平和五寨鄉埔坪社，二子伯川。伯川原配彭氏生長子日隆，日隆遷平和安厚鎮龍頭，後裔分衍廣東饒平新塘西石、新塘頂厝等地、浮山石壁等處。
林姓， 饶平黄冈林氏始祖梅江公，东井公(居福建莆田东井乡)次子，生于南宋 出仕元朝，三子派下子孙居于黄冈，浮山灯塔，钱东镇。饶平县浮山灯塔林氏于元至正五年（1345年）从黄冈后田迁至灯塔溪村创乡，康熙26年（1687年）灯塔溪村隶辖于饶平县元歌都东洋堡。
林姓， 林原興(號古鋒，林昉第10世，父林向日原居福建汀州寧化縣石壁村)，於明初，攜母張氏和末弟原隆(1年後返漳州詔安縣故居。上有三兄：原吉、原興、原慶)，從福建漳州詔安縣溪東鄉上營村，遷入海陽縣弦歌都下繞堡溪東南坡(今饒平縣三饒鎮溪東管理區楓頭林村)開基，子孫衍東山埔、上寨、西坡嶺、浮山、海山島、澄海南洋、潮州城內。
王姓， 饒平中部王氏來源有二派均為惟和公支派，王氏讓公居泉州開元寺曹巷，長子坦公宋初以事攜幼子萬璧窠居漳浦九都續移饒平黃岡，後移海陽縣登瀛(今潮安歸湖鎮)。庚一公復移饒之饒平海山黃岡，下至五世孫惟誥、惟修、惟和、惟精、惟一、惟平、惟志，和因倭亂奉母秦氏偕其弟兄，避於鳳凰山之東坑尾名為王厝島。王惟和之第4代孫王安祿派居饒平縣中部地區開創夏發村(今浮山鎮東官村)。
卢姓， 卢氏祖居福建宁化石壁村 開饒始祖七十二郎，于明弘治八年（公元1495年），从饒平上善乡岭头村鸭母坑移来开基，由于该村后头山东面的石牙山周围，都有巨大灰岗岩石，形似墙壁，与祖地名相同，故而也叫石壁。
卢姓， 卢氏始祖卢侗，字元伯，号方斋，历任国子监直讲、知柳循二州等官职，以太子中舍人致仕，居海阳县登塘山（今潮陽谷饒乌窖）。六世祖　宋考公。生三子，一子移居饶平浮山，又一子移居饶平马坑头处。七世祖　德聪公，居饶平上饶建祠宇为始祖。八世祖　子春公，居饶平浮山乡为始祖。
羅姓， 羅氏永彪公，文學出身，官至福建汀州太守，轉升本府道而終。裔孫公明公，居福建漳州府平和縣長樂鄉，公明公後裔居平和長樂、平和大溪、詔安、饒平、海陽(今潮安)、大埔楓朗、浮山等處。
陈姓， 浮山镇荔林、钱东镇灰寨陈姓居民始祖于宋末元初从福建漳州云霄陈岱入广东饶平。
陈姓， 陈姓始于1535年从广东饶平所城镇移居浮山镇军埔，宜农宜居，逐渐繁衍昌盛。
劉姓， 始祖開七公，南宋居福建汀州寧化石壁村。六世祖文和公，初居饒平元歌都新安寨，今饒洋赤棠村。刘文和三子刘珮（第152世），字朝奉，号四九郎，从饶平新安寨移居石井乡，生一子建阳。八世祖刘建阳，官至颍州通判，先从饶平县石井乡迁居汫洲乡，最后创居海阳县溪口乡（今浮山溪口）。
严姓， 元末明初，严氏先祖自福建莆田的迁徙至广东潮州，定居于海阳县港口村（今澄海澄城）。严姓後裔分衍潮州湘桥区、潮安、饶平三饒、浮山、新圩 。
郭姓， 北宋郭球从漳州漳浦牛角沟入潮州，生三子：二十六郎、二十八郎、二十九郎，后分支饶平、饶平坪溪郭厝、浮山，湯溪、拓林、潮安庵埠、潮阳南阳、普宁林惠山、澄海郭厝、揭阳榕东、揭西棉湖、郭厝园等，都是郭氏一族之嫡传。
余姓， 余英（1257-1322），字文英，号节翁，为广东省饶平县余氏凤岗派衍之始祖。原居于弦歌都严寨居田里（今饶平县新丰镇），元大德九年迁居黄冈，其派下繁衍已近30世。饶平余氏凤岗派衍八世祖（属东祖派）潜励公遷饶平浮山溪口，潜励公乃饶平余氏凤岗派衍隐岗公之东祖派下竹溪公三子。良轻，字廷车，号潜励。娶张氏妈，有子铿、録。继林氏妈，有子镒、锭。
黄姓， 始祖建业公，约于元末1300年自福建宁化石壁村迁入广东饶平荣盛里，后改古敦乡(今新塘镇古敦)，分衍饶平县之浮山坑尾(康美)、黄冈张铺前、凤凰及潮州、揭阳、海丰及福建漳州、诏安、沁水等地。传衍迄今最幼辈为建业公之二十三世。建业公属化公系，化公自福建省南平邵武和平居迁汀州宁化县石壁村，潜善公之孙，久安公之子。
黄姓， 明洪武元年（1368年），黄氏先祖从广东饶平三饶南淳迁至今浮山镇汉塘顶片定居创祖。
胡姓， 始祖胡贤公（广应侯）世系，九世祖 安民公世居东山（今泉州惠安县涂寨镇胡厝村），十世祖 实公：安民公次子，迁居龙瀛（在漳城内，俗名龙眼营，今漳州龍溪），转为清漳始祖（即清漳大宗世系）。十四世祖 志夫：英公长子，宋赐进士出身，仕山东按察使，升山东巡抚部院，为宋朝使金不屈节，（敕荒多全活）入名官乡贤祠。
远祖贤公裔下十四世志夫公，生于公元1336年，卒于1390年，明洪武三年任翰林中书內阁中翰；后任潮州府儒学教授；生子广义，广义生子斌，官殿前侍从，武节大夫。（斌公为潮安始祖，其裔孙主要分布在饶平、潮安）。後裔分衍 潮安庵埠、汕头新湖、饶平浮山 等地。
钟姓， 明朝前期，先祖从福建诏安到广东饶平浮山镇下塔开基创业。
杨姓， 明正德四年（1509年），杨氏先祖从广东饶平浮滨荆山迁移至浮山下塔。
郑姓， 据郑氏族谱记载，南宋右丞相郑清之的第三子八郎光禄寺少卿开创饶平县海山镇坂上，后迁入新圩镇西山。明成化十九年，郑氏祖先成恩从广东饶平新圩镇西山迁入浮山镇汉塘下片定居开基创业。
麦姓， 1539年麦氏祖先发现浮山镇军埔村风光独特，宜农宜居，分枝二房一族从饶平汫洲迁徙至浮山镇军埔，逐渐繁衍生息。
张姓， 明弘治九年（1496年）张氏先祖三十五郎，从福建省云宵莆美迁至广东饶平县浮山大坑村开基创业。辈序世传广远，与天合德。

## 特产
- 浮山柿饼：形成于清代，《饶平乡土》记载：“汉塘柿饼历史上久负盛名，浮山柿饼古往今来是饶邑闻名之土特产。”